# Möllevången, Lund
Möllevången är en stadsdel direkt norr om centrala Lund i Lunds kommun. På västra sidan av Kävlingevägen i Monumentparken ligger monumentet över Slaget vid Lund, medan bostadshusen är på den östra sidan av samma väg. Området avgränsas av Norra Ringen på norra sidan, järnvägen Södra stambanan på den västra sidan, Norra Kyrkogården på den södra sidan och Ideon i öster. Bostadsområdena Sofiaparken och Smörlyckan ingår administrativt i stadsdelen Möllevången. Namnet kommer av en holländarmölla (kvarn) som fanns på Sliparebacken, nära monumentet, fram till 1900-talet. 2007 hade Möllevången 2 087 invånare.
Möllevången i Lund klumpas ibland ihop med Norra Fäladen. Detta beror till viss del på att mycket av servicen i området finns vid Fäladstorget och att skolbarn i de bägge stadsdelarna går på samma skolor, som Backaskolan, Lovisaskolan och Fäladsgården.

## Historia
Den första bebyggelsen i området var de stora villor, som byggdes längs med utfartsvägen mot Kävlinge under sent 1800-tal och tidigt 1900-tal. De finns kvar än idag men räknas till stadsdelen Centrala staden. Det var dock under 1960-talet som det mesta av bebyggelsen kom. Ett radhusområde byggdes längs med Möllevångsvägen och Tinghögsvägen tillsammans med en livsmedelsbutik och föräldrakooperativet Pingvinen - dagis. På andra sidan byggdes lägenheter. Mot kyrkogården byggde Malmöhus läns landsting kontorslokaler. Under 1980-talet tillkom Hotell Djinghis Khan och under 2000-talet har nya lägenheter byggts mellan landstingskontoren och hotellet.

## Personer som bor/har bott i Möllevången
- Björn Kjellman[1]
- Nils Ludvig [2]
- Anders Jansson[1]
- Bodil Jönsson[1]